# Zbójno (województwo kujawsko-pomorskie)
Zbójno – wieś w Polsce położona w województwie kujawsko-pomorskim, w powiecie golubsko-dobrzyńskim, w gminie Zbójno.

## Podział administracyjny
W czasach II RP miejscowość była siedzibą gminy Sokołowo. W latach 1975–1998 miejscowość należała administracyjnie do województwa włocławskiego. Miejscowość jest siedzibą gminy Zbójno.

## Demografia
Według Narodowego Spisu Powszechnego (III 2011 r.) wieś liczyła 866 mieszkańców. Jest największą miejscowością gminy Zbójno.

## Zabytki
Według rejestru zabytków NID na listę zabytków wpisany jest zespół pałacowy, nr rej.: A-1000/1-4 z 17.09.1985:
- pałac Antoniego Ignacego Sumińskiego, obecnie szkoła, 1850-60
- oficyna z 1860
- park krajobrazowy z połowy XIX w.
- murowane ogrodzenie z końca XIX w.
- spichrz z 3. ćwierćwiecza XIX w., nr rej.: A/1263 z 3.01.2007.

## Ochrona przyrody
Miejscowość leży w granicach Obszaru Chronionego Krajobrazu Drumliny Zbójeńskie.